# Джонс, Пол (музыкант)
Пол Джонс (англ. Paul Jones, настоящее имя Пол Понд — англ. Paul Pond, род. 24 февраля 1942, Госпорт, Великобритания) — британский музыкант, актёр и телеведущий. Участник групп Manfred Mann, The Manfreds, Eric Clapton and the Powerhouse, The Blues Band.

## Биография
Начал музыкальную карьеру под псевдонимом «P.P. Jones», исполняя дуэт с Брайаном Джонсом, будущим основателем группы The Rolling Stones. Через некоторое время Брайан Джонс и Кит Ричардс пригласили Пола стать вокалистом группы, которую они создавали, но он отказался. Вместо этого он стал вокалистом в только что созданной группе Manfred Mann, записал с ней два альбома и несколько синглов, включая хит «Do Wah Diddy Diddy» (1964), но в июле 1966 г. покинул эту группу, предпочтя ей сольную карьеру. 
В этом же году Пол Джонс принял участие в недолговечном музыкальном проекте Eric Clapton and the Powerhouse, где играл на гармонике (вокалистом был Стив Уинвуд, на гитаре играл Эрик Клэптон, на бас-гитаре — Джек Брюс). Эта группа просуществовала менее года, записала всего несколько песен и распалась. 
В 1967 году Пол Джонс снялся в роли певца и поп-звезды Стивена Шортера в фантастическом фильме «Привилегия».
В 1991 году вместе с другими бывшими участниками Manfred Mann (кроме самого Манна) создал группу The Manfreds. Группа регулярно гастролировала по Великобритании и Европе.

## Личная жизнь
Джонс первым браком был (1963—1976) женат на писательнице и рецензенте Шейле Маклауд. От брака родилось двое сыновей, Мэтью и Иаков. Вторым браком он женат на бывшей актрисе, а позже христианском ораторе, Фионе Хендли-Джонс. Он обратился в христианство в середине 1980-х годов, когда его пригласил Клифф Ричард на евангелизационное мероприятие Луиса Палау. Джонс появился вместе с Ричардом в 1960-х годах в телевизионном шоу дебатов, где он в то время выступал против точки зрения Ричарда. В декабре 2013 года Джонс был показан в программе BBC One Songs of Praise, где выступал и беседовал с Аледом Джонсом о своей вере.
Джонс был изображен со своим сыном Мэтью, для обложки Radio Times в 1973 году вместе с актером Джоном Пертви (тогда он играл главную роль в Докторе Кто) и телеведущим Майклом Паркинсоном.

## Дискография

### Сольная дискография
Альбомы
- My Way (1966)
- Sings Privilege & Others (1967)
- Love Me, Love My Friends (1968)
- Come into My Music Box (1969)
- Crucifix in a Horseshoe (1972)
- Starting All Over Again (2009)
- Suddenly I Like It (2015)

Синглы-хиты
- "High Time" (1966) — UK no. 4[7]
- "I've Been a Bad, Bad Boy" (1967) — UK no. 5
- "Thinkin' Ain't for Me" (1967) — UK no. 32
- "Aquarius" (1969) — UK no. 45

### В составеManfred Mann
- The Five Faces of Manfred Mann (1964)
- Mann Made (1965)